# Kasper Larsen
Kasper Larsen, né le 25 janvier 1993 à Odense au Danemark est un footballeur danois. Il évolue au poste de défenseur central au Fehérvár FC.

## Biographie

### En club
Avec le club du FC Groningue, il participe à la Ligue Europa.

### En sélection
Il participe aux Jeux olympiques d'été de 2016 organisés au Brésil.